# NGC 406
NGC 406 é uma galáxia espiral (Sc) localizada na direcção da constelação de Tucana. Possui uma declinação de -69° 52' 34" e uma ascensão recta de 1 horas, 07 minutos e 24,4 segundos.
A galáxia NGC 406 foi descoberta em 3 de Novembro de 1834 por John Herschel.